# 브라질리아 영화제
브라질리아 영화제(포르투갈어: Festival de Brasília, 영어: Brasilia Film Festival)는 브라질 브라질리아에서 열리는 영화제이다. 1965년 설립되었으며 브라질에서 가장 오래된 영화제이다. 수상자에게는 칸당구 트로피(Troféu Candango)가 수여된다.